# Poisoned Glen
Poisoned Glen est une vallée des montagnes de Derryveagh, faisant partie du parc national de Glenveagh, dans le comté de Donegal en Irlande.
La vallée est accessible par la R521 au pied du mont Errigal et le hameau de Dun Luiche (Dunlewy).

## Toponymie
Selon la légende, le vaste cirque glaciaire de la Poisoned Glen (« la vallée empoisonnée ») doit son nom à la mort du roi géant borgne de Tory, Balor, tué ici par son petit-fils exilé, Lughaidh. Le poison s’échappant de son œil aurait fendu la roche et empoisonné la vallée. Une autre explication avance qu’il s’agirait d’une erreur cartographique. Les habitants auraient voulu nommer l’endroit An Gleann Neamhe (« la vallée céleste »), mais un cartographe anglais l’aurait malencontreusement noté An Gleann Neimhe (« la vallée empoisonnée »).

## Dùn Lùiche

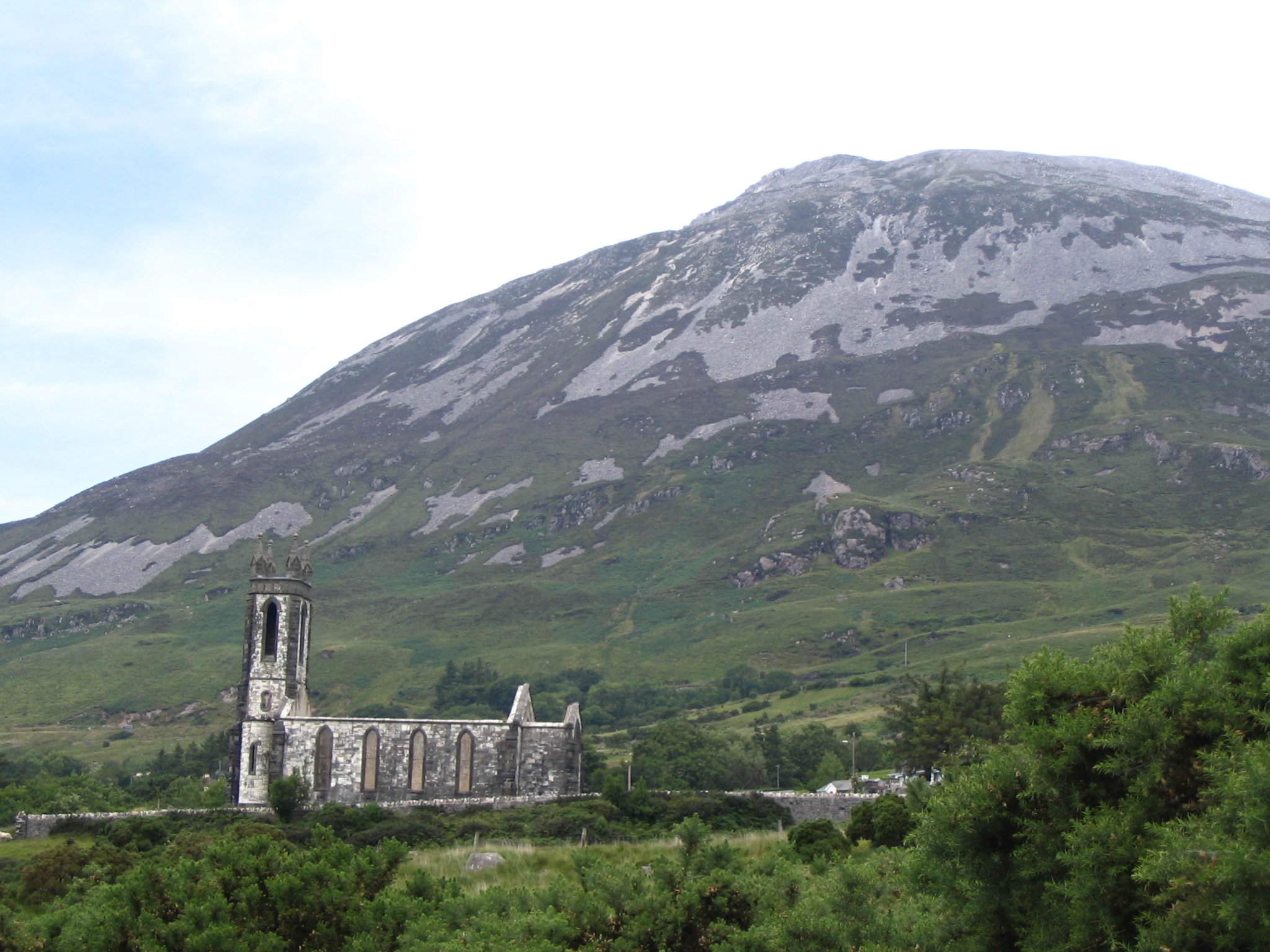
Dùn Lùiche (Dunlewey) au pied du mont Errigal (748 m).

L'église protestante de Dùn Lùiche (Dunlewey) construite en 1830 - 1840, par le Landlord anglais de Dunlewy, a été incendiée au cours de la guerre d'indépendance d'Irlande.